# Prise de Santarém (1111)
Reconquista
En 1111, les Almoravides lancent une campagne contre le Comté de Portugal pour reprendre des territoires de l'ouest de la péninsule Ibérique dont les chrétiens se sont emparés.

## Contexte
Après la bataille de Sagrajas, en 1093, les Almoravides commencent à combattre les taïfas en Andalousie, dont la taïfa de Badajoz qui maintient une position équivoque avec Alphonse VI de León et Castille. Le souverain de Badajoz, que les Almoravides menacent de renverser, s'allie finalement avec le roi Alphonse VI. En échange de sa protection, il lui donne les villes de Sintra, Lisbonne et Santarém. Néanmoins, cela ne sauve pas le roi de Badajoz puisqu'en 1094 les Almoravides s'emparent de Badajoz, l'exécutent avec son fils et reprennent Lisbonne ainsi que Sintra. Ces villes sont déjà occupées par les Almoravides en 1093-1094, ce qui suggère des frontières fluctuantes entre les Maures et les Chrétiens.

## Bataille
En 1111, les Almoravides, menés par le général Syr ibn Abi Bakr (gouverneur de Séville), marchent vers les terres du comte Henri de Portugal dont la capitale est Coimbra. Syr ibn Abi Bakr avance ensuite vers Evora et la capture, puis attaque Lisbonne et Sintra. Syr poursuit ensuite vers Santarém que ses troupes assiègent mais la ville est fortement fortifiée. Après des efforts répétés pour capturer ses murs, les Almoravides réussissent à les prendre d'assaut dans une attaque désespérée, tuant une grande partie de la garnison. Les survivants se rendent et sont faits prisonniers le 25 ou le 26 mai. Selon le vizir almoravide Abi Muhammad Abdul Majid bin 'Abdoun, les musulmans capturent la ville en partie grâce à la chance car ils ont failli ne pas réussir,.

## Conséquences
Après la prise de la ville, les Almoravides avancent jusqu'à Coimbra profitant des difficultés des forces du comte Henri à les repousser.